# Forsaken (videojuego)
Forsaken es un videojuego de disparos en primera persona en 3D. El juego fue desarrollado por Probe Entertainment para Microsoft Windows y PlayStation y por Iguana UK para Nintendo 64, y distribuido por Acclaim Entertainment. El juego fue lanzado el 30 de abril de 1998 en América del Norte, el 3 de junio de 1998 en Europa y Australia, y en 1999 en Japón.
Similar a Descent, Forsaken tuvo un fuerte seguimiento debido a su modo de juego con "seis grados de libertad", pero sufrió en popularidad a los convencionales juegos 3D de disparos en primera 3D persona basados en tierra debido a su desafiente naturaleza.

## Argumento
En el futuro distante, el avance de la ciencia ha excedido la habilidad de la humanidad para controlarla. Durante un experimento subatómico, un accidente causa una reacción de fusión incontrolable, destruyendo totalmente la superficie del planeta Tierra.
Un año más tarde, la Tierra ha sido clasificada como "condenada" por la reinante teocracia imperial, lo que significa que ahora es legal para cualquiera que pueda llevarse lo que quede en el planeta. Mercenarios de todas partes vienen a atacar el planeta muerto, forzados a luchar no solo contra ellos mismos, sino también con los centinelas robot que el gobierno ha dejado.

## Desarrollo
El juego fue desarrollado por Probe Entertainment durante el periodo 1996–1998 conforme la compañía fue amalgamada dentro de su compañía padre, Acclaim. A la vez, el recién comprado y renombrado motor de renderizado de Microsoft, DirectX, acababa de iniciar a dominar el desarrollo de la PC.
El juego fue fuertemente manejado por la tecnología al inicio y fue titulado ProjectX (Proyecto X). Esto fue cambiado a Condemned (condenados) cuando los elementos de la historia fueron añadidos aunque fue más tarde cambiado a Forsaken (Abandonados) debido a un potencial conflicto de nombres.
A causa del enfoque en tecnología pesada del juego, fue incluido a menudo con hardware para hacer alarde de las tarjetas y se utilizó como punto de referencia por muchos años después del lanzamiento inicial del juego.
Este juego tiene una clasificación ESRB de "M para Maduros", por las violentas muertes en la escena introductoria y la muerte del personaje del jugador, que se muestra siendo lanzado a la pared y desmembrado, completado con un sonido viscoso.

## Modo de juego
Forsaken es primeramente un juego multijugador de disparos en primera persona (FPS). El juego puede ser jugado en modo un jugador o multijugador. Está basado en un motor 3D que permite movimientos ilimitados en 360 grados. Este concepto es similar a la serie Descent. De acuerdo a la revisión de GameSpot, "Forsaken es, en su núcleo, un clon de Descent. Pero unas impresionantes gráficas, una deslumbrante serie de armas, y un diseño de niveles por encima del promedio hacen que todo se vea fresco."

### Modo único jugador
El modo de un jugador tiene cuatro modos de dificultad: fácil, normal, difícil y mutilación total. Cada uno tiene progresivamente enemigos más fuertes y menos munición disponible. Debido al casi imposible desafío presentado por el último modo, Acclaim proveyó el parche 1.00 que, junto con otras cosas, disminuyó la dificultad del juego dramáticamente. Hay 15 niveles que tienen que ser completados por el jugador, a veces con tiempo límite, y ocasionalmente incluyen un enorme jefe final contra el que el jugador debe agotar una gran cantidad de munición mientras esquiva una excesiva respuesta de fuego. Para completar una misión, deben ser realizados diferentes esfuerzos por el jugador tales como encontrar la salida o activar interruptores para abrir puertas cerradas. El objetivo primario es destruir los enemigos dentro de un nivel. Los enemigos son estáticos (torretas lanzando misiles guiados, aviones no tripulados, otros mercenarios, etc.), aunque no todos serán generados al inicio de un nivel. Cada nivel incluye un cristal escondido, y una vez que todos son coleccionados un mapa secreto es desbloqueado.

### Modo multijugador
Hay seis tipos diferentes de juegos multijugador: Free For All (libertad para todos) (deathmatch), Team Game (juego de equipo), Capture The Flag (capturar la bandera), Flag Chase (perseguir la bandera, Bounty Hunt (cazador de recompensas), y Team Bounty Hunt (equipo cazador de recompensas). Hay varias sub-opciones para cada uno.

## Soundtrack
The Swarm (por Dominic Glynn) interpretó y produjo el soundtrack de Forsaken que incluye tracks dinámicos drum and bass y de electrónica.